# باسكله درانبار (مقاطعة غيلانغرب)
باسكله‌درانبار (بالفارسية: باسکله‌درانبار) هي قرية تقع في كرمانشاه في إيران. يقدر عدد سكانها بـ 340 نسمة بحسب إحصاء 2016.